# Sublimering (psychologie)
Sublimering (Duits: Sublimierung) is een term uit de psychologie, die voor het eerst werd gebruikt door Sigmund Freud. Hij doelde hiermee op het omzetten van oerdriften in sociaal of maatschappelijk geaccepteerde vormen. Zo kunnen oerkrachten als angst, seksualiteit en agressie gekanaliseerd worden en omgezet in ambitie voor werk, kunst, wetenschap enzovoort.
Als een scholier bijvoorbeeld voor zijn eindexamen zit, gaat dit gepaard met veel stress en spanning. Hij kan nu dit negatieve gevoel omzetten in positieve energie door hard aan de studie te gaan. Iemand die veel onverwerkte woede of agressie heeft, kan dit in goede banen leiden door bijvoorbeeld te gaan sporten.
Sublimering wordt gezien als een psychologisch afweermechanisme, omdat het zich overgeven aan oerdriften als bedreigend wordt ervaren voor het sociaal functioneren. Sublimering speelt dus een belangrijke rol in het welzijn en de geestelijke balans.
Soms wordt ook de term sublimatie gebruikt, al kan dit verwarring veroorzaken met de natuurkundige term.